# Le Commando sacrifié
Pour plus de détails, voir Fiche technique et Distribution.
Le Commando sacrifié (The Steel Bayonet) est un film britannique réalisé par Michael Carreras, sorti en 1957.

## Synopsis
En 1943, en Tunisie des soldats britanniques sont envoyés défendre une position contre une éventuelle contre-attaque allemande.

## Fiche technique
- Titre original : The Steel Bayonet
- Titre français : Le Titre
- Réalisation : Michael Carreras
- Scénario : Howard Clewes (en)
- Direction artistique : Edward Marshall
- Costumes : Molly Arbuthnot
- Photographie : Jack Asher
- Montage : Bill Lenny
- Musique : Leonard Salzedo
- Production : Michael Carreras
- Production associée : Anthony Nelson Keys
- Société de production : Hammer Film Productions, Clarion Film Productions
- Société de distribution : United Artists
- Pays d'origine :  Royaume-Uni
- Langue originale : anglais
- Format : Noir et blanc  — 35 mm — 2,35:1 — son mono
- Genre : Film de guerre
- Durée : 85 minutes
- Dates de sortie : 
  - Royaume-Uni : 3 juin 1957
  - France : 8 novembre 1957

## Distribution
- Leo Genn : Major Gerrard
- Kieron Moore : Capitaine Mead
- Michael Medwin : Lieutenant Vernon
- Robert Brown : Sergent Major Gill
- Michael Ripper : 2de classe Middleditch
- John Paul (en) : Lieutenant Colonel Derry
- Shay Gorman : Sergent Gates
- Tom Bowman : Sergent Nicholls
- Bernard Horsfall : 2de classe Livingstone
- John Watson : Caporal Bean
- Arthur Lovegrove : 2de classe Jarvis
- Percy Herbert : 2de classe Clark
- Paddy Joyce : Capitaine Ames
- Dave Crowley : 2de classe  Harris
- Barry Lowe : 2de classe Ferguson
- Michael Balfour : 2de classe Thomas
- Michael Dear : 2de classe Tweedle
- Raymond Francis : le Général
- Ian Whittaker : 2de classe  Wilson
- Michael Caine : un soldat allemand (non crédité)